# Miss Austen
Miss Austen è una miniserie televisiva anglo-statunitense diretta da Aisling Walsh e scritta da Andrea Gibb. Basata sull'omonimo romanzo di Gill Hornby, vede come protagoniste Keeley Hawes e Rose Leslie e ha debuttato il 2 febbraio 2025 su BBC One.

## Trama
Inghilterra, 1830. Dopo la morte di Jane Austen, Cassandra va ad aiutare la sua amica Isabella che sta per essere sfrattata a seguito della morte del padre. Il suo vero obiettivo però, è trovare il nascondiglio di alcune lettere private che, se finite nelle mani sbagliate, potrebbero distruggere la reputazione di Jane.

## Produzione
Nel gennaio 2020 è stato comunicato che Steve Coogan e Christine Langan avevano acquisito i diritti televisivi del romanzo di Gill Hornby per la loro casa di produzione Baby Cow Productions.
Nel dicembre 2023 il progetto è stato riavviato con Aisling Walsh come regista e produttrice esecutiva insieme a Christine Langan, Susanne Simpson e Polly Williams. La sceneggiatura è stata scritta da Andrea Gibb che ha adattato il romanzo di Horby e Stella Merz come produttrice. Le riprese sono iniziate nel novembre 2023 in Inghilterra.

### Casting
Nel dicembre 2023 Keeley Hawes è stata annunciata nel ruolo della protagonista interpretando la sorella di Jane Austen, Cassandra. Nello stesso mese è stato svelato il cast composto da: Rose Leslie, Patsy Ferran, Alfred Enoch, Max Irons, Calam Lynch, Jessica Hynes, Mirren Mack, Phyllis Logan Kevin McNally e Liv Hill. Nel gennaio 2024 Synnøve Karlsen si è unita al cast per impersonare Cassandra da giovane.

## Distribuzione
Nel Regno Unito la miniserie è stata trasmessa su BBC One dal 2 febbraio 2025 e interamente distribuita sul servizio di streaming BBC iPlayer dal giorno stesso. Negli Stati Uniti è andata in onda sulla PBS dal 4 maggio 2025.

## Accoglienza

### Critica
La miniserie ha ricevuto recensioni positive dalla critica. Rotten Tomatoes riporta il 91% delle recensioni professionali positive basato su 23 critiche. Il consenso critico del sito web indica: «Gratificato con un formidabile cast, Miss Austen è favorito dalla celebre autrice anche se vive nell'ombra delle sue opere più valide.» Metacritic ha assegnato un punteggio di 73 su 100 basato su 14 recensioni, indicando "recensioni generalmente favorevoli".

## Sequel
Nel giugno 2025, Christine Langan ha confermato lo sviluppo di un seguito della miniserie tratto dal romanzo The Elopement di Gill Hornby, con la sceneggiatura scritta da Andrea Gibb e dal titolo Miss Austen Returns.